# 50 متر مربع
50 متر مربع (بالإنجليزية: 50M2) هو مسلسل إثارة، دراما تركي إنتاج 2021 من تأليف بوراك اكساك وبطولة أنجين أوزتورك وايبوكي بوسات.تم عرضه على نتفليكس في 27 يناير 2021، الموسم الأول يتكون من 8 حلقات.